# 農林中央金庫
農林中央金庫（のうりんちゅうおうきんこ、英: The Norinchukin Bank）は、1923年（大正12年）に設立された農業協同組合、森林組合、漁業協同組合の系統中央機関の役割を持つ金融機関であり、国内最大規模のヘッジファンドである。略称は農林中金。東京都千代田区大手町に本店を置く。産業組合中央金庫の後身。

## 経緯
特殊法人であったが、1986年に特別民間法人となり、農林中央金庫法を根拠法とする純粋な民間金融機関となった。
1990年代後半より、貸出利率は下落して貸付業務は徐々に魅力をなくした。そのため、潤沢な資金を背景にヘッジファンドとして転換を遂げた。米国一流大学のMBA取得者約300人を抱える有価証券投資部門を擁し、ロンドン、ニューヨーク、シンガポールを拠点に海外積極投資を展開している。故に、同社社員のMBA留学比率は日系企業においてもトップクラスである。
銀行免許を持つ金融機関である。しかし監督官庁は金融庁ではなく農林水産省の所管である。職員は約3,200人。農業協同組合の約80兆円の貯金を、農林中央金庫がいわゆる系統中央機関となって、信用農業協同組合連合会（県信連）を通して運用する。、有価証券投資、法人向け大口貸付業務が主流業務である。
JAバンクとは、農業協同組合（JA）および信用農業協同組合連合会（信連）の信用事業と農林中央金庫（農林中金）の対応する事業によって構成する貯金、貸付け等の金融事業の総称である。そのJAバンクの系統中央機関としての管理業務、コンサルティング業務を行う。
各信連との経営統合をおこなっている。これはJAバンク事業の運用部分を農林中金内で完結する企業統合的な流れである。
以下はそのリストである。
- 青森県
- 宮城県
- 秋田県
- 山形県
- 福島県
- 栃木県
- 群馬県
- 千葉県
- 富山県
- 岡山県
- 長崎県
- 熊本県

。

## 概要
農業協同組合（JA）、漁業協同組合（JF）、森林組合（JForest）その他の農林水産業者の協同組織の金融の円滑化を目的として、貯金の受け入れ、資金の移動や貸付、手形取引、有価証券運用および、根拠法である農林中央金庫法で定める業務を行う。設立当初は資本金の半分を政府出資により賄い、また、監督行政面でも役員の全員を政府が任命するほか、監理官による監督を受けるなど政府機関的色彩が強かった。その後、組合金融の発展に伴い次第に政府機関的性格は薄れ、政府出資については1959年に消却完了。その後、1986年の金庫法改正により完全民間法人化した。
系統金融機関における主たる業務として、系統組織、法人向けの融資や預金受け入れ（預金総額のうち8割強が会員からの受け入れである）を標榜、近年においては国内最大規模の機関投資家としての側面を拡大。
割引農林債券「ワリノー」および利付農林債券「リツノー」「リツノーワイド」と呼ばれる金融債を発行していたが、リテール向けは、2006年3月27日をもって売出し終了。なお機関投資家向け募集形式では継続されている。同年9月に期限付劣後債をユーロ市場で発行する事を発表。広く海外や国内の金融機関から資本調達する事で、系統組織に依存しない機動的な態勢を強化する目的とされる。
投資信託や定期預金の新規受付も徐々に停止し、債券が全て償還されてから約2ヵ月後の2011年5月23日以降は、個人名義の口座がすべて本店へ移管され、個人顧客の取引チャネルは本店窓口とテレホンバンキングのみとされた。支店も地元のJAビル内に空中店舗化され、その一部については口座店が本店に移管されている。また2016年3月末を以て、既存顧客の投資信託の受託を終了し、モルガン・スタンレー系などの一部のファンドを除き、既存顧客(主に個人)の投信取引をみずほ証券に継承させた。
小切手法（昭和8年法律第57号）の第59条、および「小切手法ノ適用ニ付銀行ト同視スベキ人又ハ施設ヲ定ムルノ件」（昭和8年勅令第329号）によると、農林中央金庫は銀行と同視されるため、小切手金の支払人たる資格を有することとなる。

## 沿革
- 1923年（大正12年）

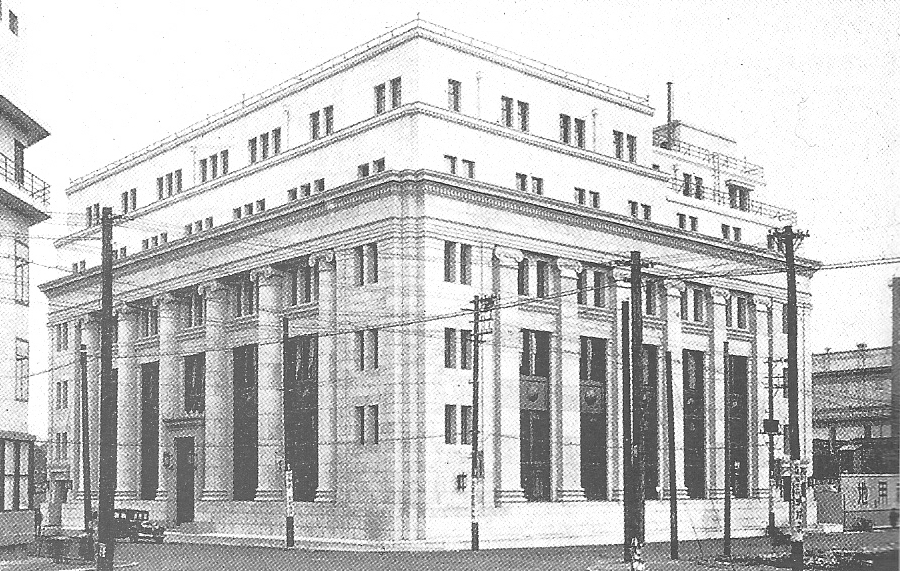
農林中央金庫有楽町ビル

  - 4月 - 「産業組合中央金庫法」（大正12年法律第42号）公布。
  - 12月 - 「産業組合中央金庫」の名称で営業開始。
- 1938年（昭和13年） - 出資団体に漁業団体が加入。
- 1943年（昭和18年） - 出資団体に森林組合が加入。名称を「農林中央金庫」と改める（法律名も「農林中央金庫法」と改称）。
- 1950年（昭和25年） - 「割引農林債券」発行開始。
- 1959年（昭和34年） - 政府出資の消却完了。全額民間出資となる。
- 1961年（昭和36年） - 役員の政府任命制度、監理官制度の廃止。
- 1973年（昭和48年） - 「農水産業協同組合貯金保険法」（昭和48年法律第53号）公布、農水産業協同組合貯金保険機構（預金保険機構のJAバンク版）の設置。
- 1986年（昭和61年）9月 - 金庫法の一部改正、特別民間法人（出資資格者から政府が削除され、完全民間法人化）になる。
- 2001年（平成13年） - 農林中央金庫法の全面改正（平成13年法律第93号）、経営体制の大幅刷新。
- 2002年（平成14年）
  - 1月 - 「JAバンクシステム」スタート。
  - 10月15日 - 宮城県信連の主な事業を統合[5]。
- 2003年（平成15年）4月 - 双日の優先株引き受け。
- 2004年（平成16年）
  - 9月 - 2006年3月後半債を最後に、農林債券「ワリノー」「リツノー」「リツノーワイド」の売出しを停止することを決定。
  - 9月 - (旧)みずほ証券に農中証券を営業譲渡後、資本参加。
- 2005年（平成17年）
  - 3月 - アドバンテッジパートナーズを通してダイエーに出資。
  - 9月 2006年（平成18年）2月 - 三菱UFJフィナンシャル・グループに合計2000億円の出資。
- 2006年（平成18年）
  - 9月 - ユーロ市場において劣後債を発行する事を決定。
  - 10月1日 - 関連会社であった協同クレジットサービスがUFJニコスと合併。
- 2007年（平成19年）3月 - 秋田県信連の業務を最終統合[6]。
- 2008年（平成20年）
  - 1月15日 - 山形県信連、富山県信連の業務を最終統合[7]。
  - 3月 - 同庫ATMサービスを廃止し、キャッシュカードの使用を停止。
  - 10月 - 福島県信連の業務を最終統合。
- 2011年（平成23年）5月23日 - 個人利用者の口座店を本店へ全て移管。
- 2012年（平成24年）10月9日 - 青森県信連の業務を最終統合。
- 2014年（平成26年）
  - 10月 - 群馬県信連の業務を最終統合。
  - 11月30日 - 投資信託の取扱を終了。
- 2015年（平成27年）
  - 1月 - 千葉県信連の業務を最終統合。
  - 3月24日 - 「農林水産業みらい基金」を設立[8]。
  - 5月27日 - オランダのラボバンクと提携したと発表[9][10]。
- 2016年（平成28年）
  - 6月27日 - 農林中金職員を対象とした職域信用組合である甲子信用組合が解散を決議。
  - 6月30日 - 関連会社である第一生命農林中金ビル管理の解散を決議。
  - 8月17日 - JAバンクが今後3年間内に100台程度の移動店舗車両を導入すると発表[11]。
- 2017年(平成29年）10月1日 - 三菱UFJニコスと共にJAカードの企画業務等を担う新会社であるJAカード株式会社を設立[12][13]。
- 2019年（令和元年）- オランダ・アムステルダム市における銀行現地法人「Norinchukin Bank Europe N.V.」（予定）の設立認可を取得[14]。
- 2020年（令和2年）
  - 2月24日 - タイ王国のカシコン銀行と提携[15][16]。
  - 3月31日 - 全国17営業所を廃止[17]。

- 2022年（令和4年）

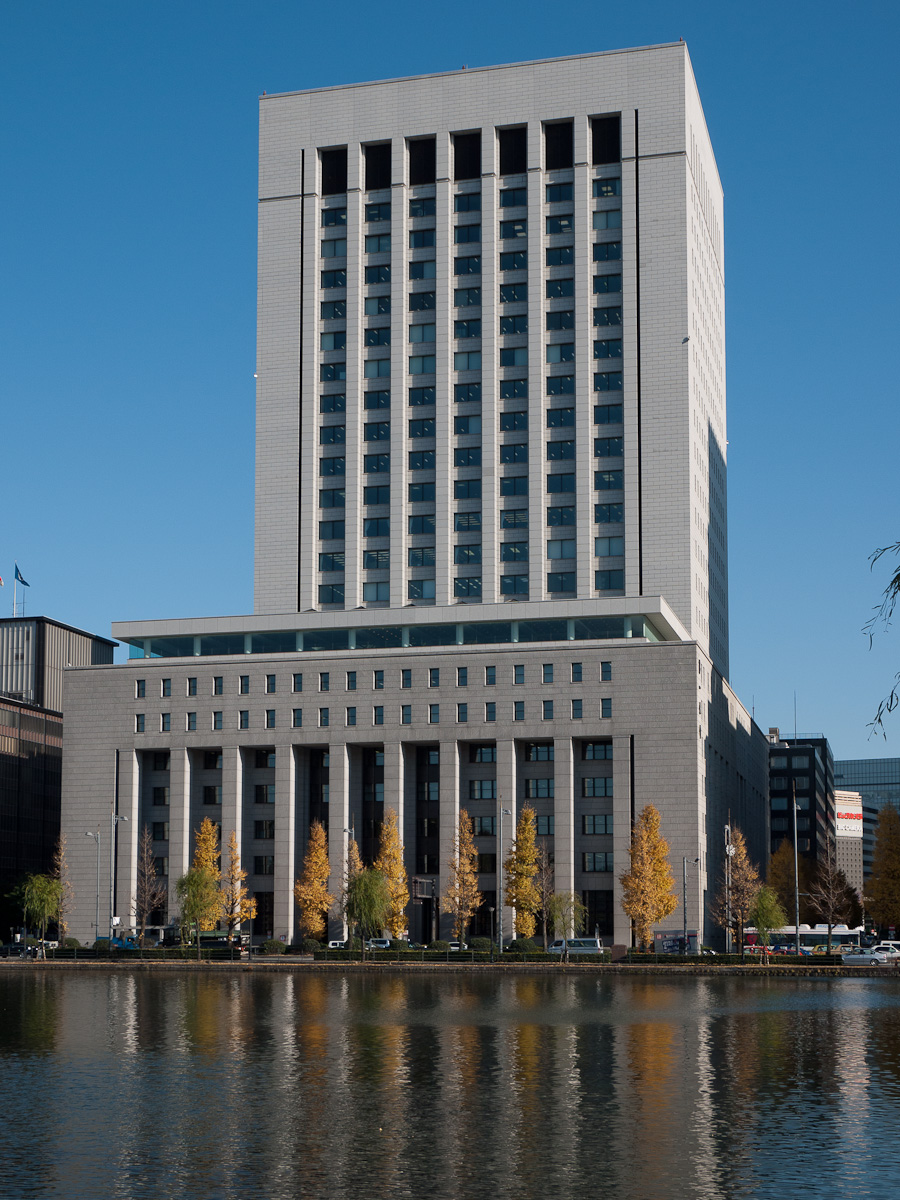
かつて本店があったDNタワー21（東京都選定歴史的建造物）

  - 1月11日 - 本店を大手町のOtemachi Oneタワーに移転[18]。
  - 6月23日 - 三菱UFJフィナンシャルグループのリース会社・東銀リースの第三者割当増資・資本業務提携に三菱UFJ銀行・東京センチュリーとともに参加すると発表[19]。
- 2025年（令和7年）  - 3月期連結純損益で、1兆8078億円の赤字を記録[20][21]。

## 歴代理事長

### 産業組合中央金庫
| 代 | 氏名       | 就任日                     | 退任日                    |
| -- | ---------- | -------------------------- | ------------------------- |
| 1  | 岡本英太郎 | 1923年（大正12年）12月20日 | 1928年（昭和3年）12月20日 |
| 2  | 八条隆正   | 1928年（昭和3年）12月20日  | 1933年（昭和8年）4月21日  |
| 3  | 有馬頼寧   | 1933年（昭和8年）4月21日   | 1937年（昭和12年）6月4日  |
| 4  | 石黒忠篤   | 1937年（昭和12年）6月7日   | 1940年（昭和15年）7月24日 |
| 5  | 荷見安     | 1940年（昭和15年）8月13日  | 1943年（昭和18年）3月11日 |

### 農林中央金庫
| 代 | 氏名     | 就任日                     | 退任日                     |
| -- | -------- | -------------------------- | -------------------------- |
| 1  | 荷見安   | 1943年（昭和18年）3月11日  | 1946年（昭和21年）11月5日  |
| 2  | 湯河元威 | 1946年（昭和21年）11月5日  | 1956年（昭和31年）8月15日  |
| 3  | 楠見義男 | 1956年（昭和31年）8月15日  | 1966年（昭和41年）11月21日 |
| 4  | 片柳真吉 | 1966年（昭和41年）12月24日 | 1977年（昭和52年）5月25日  |
| 5  | 森本修   | 1977年（昭和52年）5月25日  | 1991年（平成3年）5月24日   |
| 6  | 角道謙一 | 1991年（平成3年）5月24日   | 2000年（平成12年）6月26日  |
| 7  | 上野博史 | 2000年（平成12年）6月27日  | 2009年（平成21年）4月1日   |
| 8  | 河野良雄 | 2009年（平成21年）4月1日   | 2018年（平成30年）6月22日  |
| 9  | 奥和登   | 2018年（平成30年）6月22日  |                            |

## 貸付・有価証券投資
- 1980年代後半のバブル景気時代には住宅金融専門会社（住専）に多額の貸し込みを行っていた。リスクの大きい物件の不動産融資に傾注していた住専は1990年代に入り、バブル崩壊とその後の平成不況による地価下落・住宅価格下落で破綻し、農業協同組合等の系列金融機関（JAバンク系）も破綻は時間の問題となっていた。しかし、1996年の第136回国会、通称住専国会における特定住宅金融専門会社の債権債務の処理の促進等に関する特別措置法の制定に伴い、国費により住専の債権が買い取られたことにより救済され、破綻を免れた。
  - その過程で、農水省経済局長は大蔵省銀行局長との会談にて「農林系金融機関の返済を優先する」との覚書を得ている[22]。

- 1986年（昭和61年）9月の農林中央金庫法の改正による特別民間法人化、2001年（平成13年）の金庫法全面改正を経て経営体制の大幅刷新、および投資銀行へと大きく舵を切り[23]、資金余剰で金利の低い国内金融を縮小し、金利の高いアメリカ合衆国連邦政府を中心とする外国債権購入・外国債券投資を増やした。
  - この転換は、連邦準備制度の金利引き上げと円安傾向と相まって、利ざやが大きく巨額の利益をもたらした。しかし、2007年後半からアメリカ合衆国のサブプライムローン問題の顕在化で、これまでとは逆の連邦準備制度理事会の金利引き下げと米ドル安トレンドとなり、2008年（平成20年）3月期の最終利益は過去最高を達成したものの、日本の株価の値下がりの影響による870億円余りの損失と合わせて2743億円の損失も計上することとなった[24]。
  - 2008年（平成20年）度に入って、サブプライム住宅ローン危機はさらに深刻化、金融危機が米連邦住宅抵当公庫（ファニー・メイ）や米連邦住宅金融抵当公庫（フレディ・マック）の旧連邦政府系金融機関にも及び、ファニー・メイの株価だけでなく両社発行の社債価格も大幅に下落した。両者の社債を三菱東京UFJ銀行の保有額を超え、日本最大の5兆5000億円を保有する農林中金は[25]、再び不動産金融で危機を迎えるのか予断を許さない状況だったが、政府管理下に置かれて元利払いが継続されるため、この問題は乗り越えた。9月中間決算で証券化商品の評価損として810億円を処理した。

## 関連会社
- 農中信託銀行（株）
- Norinchukin Australia Pty Limited
- （株）農林中金総合研究所
- 農林中金ファシリティーズ（株）
- 農中ビジネスサポート（株）
- 農林中金ビジネスアシスト(株)
- （株）農林中金アカデミー
- 農林中金バリューインベストメンツ（株）
- 協同住宅ローン（株）
- 農中情報システム（株）
- JAカード(株)
- 農林中金全共連アセットマネジメント（株）
- Norinchukin Finance (Cayman) Limited
- アント・キャピタル・パートナーズ（株）
- 系統債権管理回収機構（株）
- JA三井リース（株）
- Gulf Japan Food Fund GP
- JAML MRC Holding, Inc.
- アグリビジネス投資育成（株）
- 農山漁村再生可能エネルギー投資事業有限責任組合
- 東銀リース（持分法適用会社）
- 農林中金キャピタル（株）

## 融資系列及び出資企業
- クミアイ化学工業 - 農薬トップ、全農と親密。2017年10月末時点、農林中金は4位株主。
- 片倉コープアグリ - 片倉製糸紡績（片倉財閥傘下）の日支肥料として設立。2015年に片倉チッカリンがコープケミカル吸収合併して発足。2018年3月末現在、農林中金は全農、丸紅に次ぐ3位株主となっている。
- 雪印メグミルク（旧：雪印乳業） - 前身は北海道酪農協同組合。2018年3月末時点、農林中金は全農に次ぐ2位株主。
- ボーソー油脂 - 2018年3月末現在、農林中金は3位株主。
- 日本曹達 - 旧興銀系列の代表的企業。2018年3月末時点、農林中金は5位株主。
- クレディ・アグリコル - フランスの農業系投資銀行、イギリスの「The Banker」誌によればグループ全体では金融グループとして世界第8位（欧州第2位）の規模を誇る。

## 農林中央金庫出身の人物
- 金井茉利絵 - 「AM」編集長
- 古旗照美 - しょくスポーツ代表取締役
- 小山展弘 - 衆議院議員（比例東海ブロック）
- 鈴木典比古 - 元国際基督教大学学長、元国際教養大学学長、広島県公立大学法人理事長
- 藤原敬之 - 小説家、元クレディ・スイスマネージングディレクター
- 宮園雅敬 - 年金積立金管理運用独立行政法人理事長、元企業年金連合会理事長